# تپه چشمه میرزا شرقی
تپه چشمه میرزا شرقی در شهرستان ازنا، بخش مرکزی، دهستان سیلاخور شرقی، ۲۵۰ متری شرق روستای طیان واقع شده و این اثر در تاریخ ۲۸ اسفند ۱۳۸۵ با شمارهٔ ثبت ۱۸۳۲۴ به‌عنوان یکی از آثار ملی ایران به ثبت رسیده است.